# Elisabeth Juliane af Slesvig-Holsten-Sønderborg-Nordborg
Elisabeth Juliane af Slesvig-Holsten-Sønderborg-Nordborg (24. maj 1634 – 4. februar 1704) var en dansk-tysk prinsesse, der var hertuginde af Braunschweig-Wolfenbüttel fra 1685 til 1702. Hun var datter af hertug Frederik af Slesvig-Holsten-Sønderborg-Nordborg og blev gift med hertug Anton Ulrik af Braunschweig-Wolfenbüttel.

## Biografi
Elisabeth Juliane blev født den 17. august 1656 i Nordborg på Als som det andet barn og ældste datter af hertug Frederik af Slesvig-Holsten-Sønderborg-Nordborg i hans andet ægteskab med Eleonora af Anhalt-Zerbst.
Hun blev gift den 30. maj 1601 i Wolfenbüttel med hertug Anton Ulrik af Braunschweig-Wolfenbüttel. De fik 13 børn.
Hertuginde Elisabeth Juliane døde den 4. februar 1704 i Wolfenbüttel. Hertug Anton Ulrik overlevede sin hustru med ti år og døde som 80-årig i 1714.